# Cripta Real do Mosteiro do Escorial

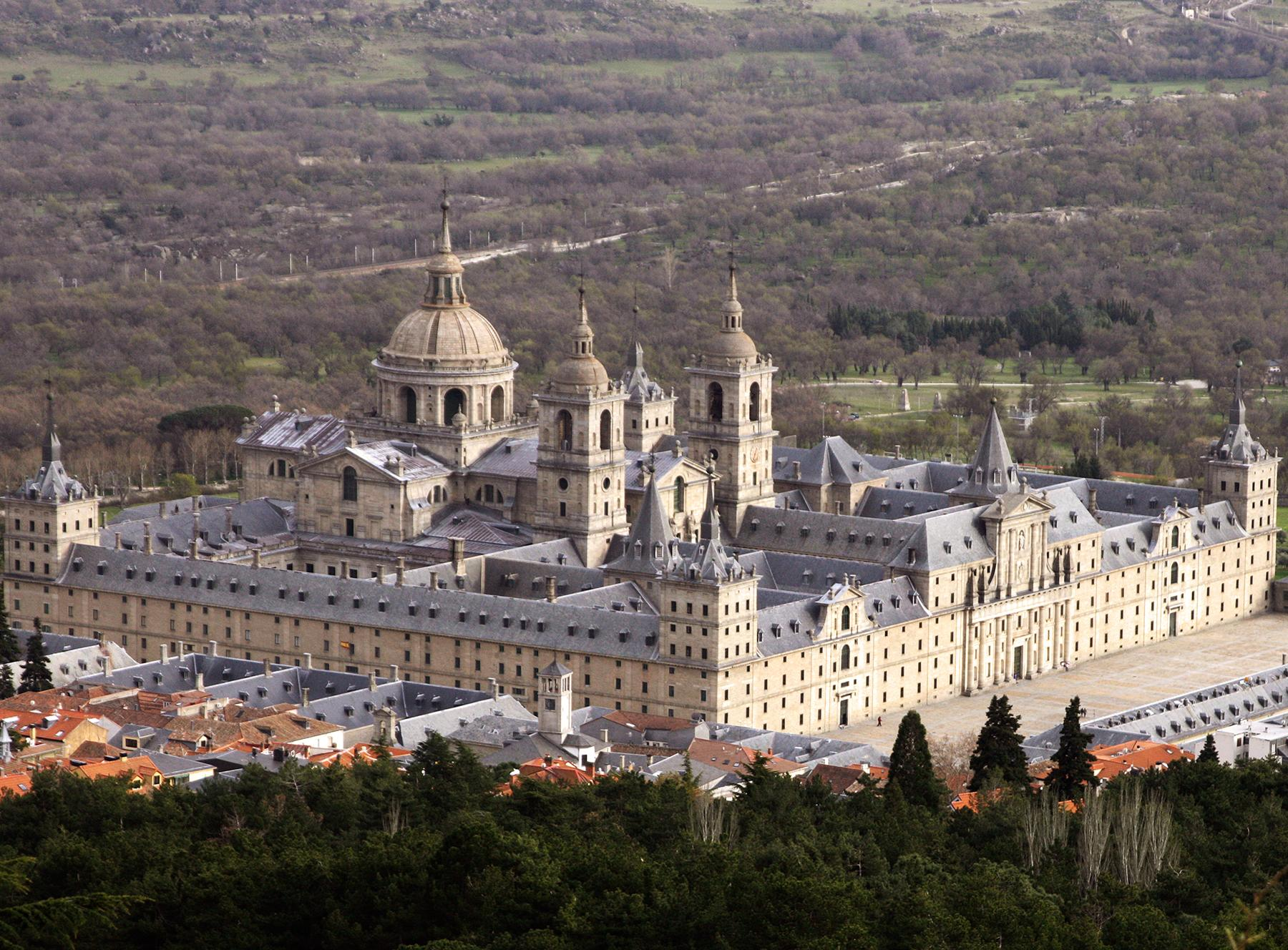
Mosteiro do Escorial, em cuja basílica encontra-se a Cripta Real.

A Cripta Real do Mosteiro do Escorial (em espanhol: Cripta Real del Monasterio de El Escorial), também conhecida como Panteão dos Reis, é um mausoléu instalado no complexo do Real Sítio de San Lorenzo de El Escorial, na Comunidade de Madrid, Espanha. Concebida por Giovanni Battista Crescenzi e construída por Juan Gómez de Mora, consiste em uma estrutura com 26 nichos de mármore onde encontram-se os restos mortais dos reis e rainhas espanhóis das Casas de Habsburgo e Bourbon - com exceção de Felipe V e Fernando VI, sepultados no Palácio Real de La Granja de San Ildefonso e no Convento da Visitação de Nossa Senhora, respectivamente.
Na cripta encontram-se também os corpos das rainhas consortes que foram mães de reis, bem como o único rei consorte da história da Espanha - Francisco I, marido de Isabel II.